# Crangonyx antennatus
Crangonyx antennatus är en kräftdjursart som beskrevs av Cope och Alpheus Spring Packard 1881. Crangonyx antennatus ingår i släktet Crangonyx och familjen Crangonyctidae. Inga underarter finns listade i Catalogue of Life.